# コールドネス
『コールドネス』（Coldness）、フィンランドのヘヴィメタルバンド、ストラトヴァリウスのヴォーカリストであるティモ・コティペルトがコティペルト名義で2004年に発売したソロアルバム。

## 収録曲
1. シーズ・オヴ・ソロウ - Seeds of Sorrow
2. リーズンズ - Reasons
3. アラウンド - Around
4. キャン・ユー・ヒア・ザ・サウンド - Can you hear the sound
5. スノーバウンド - Snowbound
6. ジャーニー・バック - Journey Back
7. イヴニングズ・フォール - Evening's fall
8. コールドネス・オヴ・マイ・マインド - Coldness of my mind
9. テイク・ミー・アウェイ - Take Me Away
10. ヒア・ウィー・アー - Here we are
11. ビヨンド・ドリームス - Beyond Dreams ※

※日本盤ボーナス・トラック 

## 参加ミュージシャン
- Timo Kotipelto - lead vocals
- Michael Romeo - guitars (#1,2,3,4,6,7,8)
- Juhani Malmberg - guitars (#5,9,10)
- Jari Kainulainen - bass
- Janne Wirman - keyboards
- Mirka Rantanen - drums
- Antti Wirman - Lead Guitar (#9,10)